# Потстаун (Пенсилванија)
Потстаун (енгл. Pottstown) град је у америчкој савезној држави Пенсилванија.

## Демографија
По попису из 2010. године број становника је 22.377, што је 518 (2,4%) становника више него 2000. године.
| Група             | 2000.          | 2010.          |
| Белци             | 16.930 (77,5%) | 15.377 (68,7%) |
| Афроамериканци    | 3.291 (15,1%)  | 4.366 (19,5%)  |
| Азијати           | 142 (0,6%)     | 197 (0,9%)     |
| Хиспаноамериканци | 990 (4,5%)     | 1.785 (8,0%)   |
| Укупно            | 21.859         | 22.377         |